# 손소 (공례)
손소(孫韶, 188년 - 241년)는 중국 후한 말기, 삼국 시대 오나라의 황족으로, 자는 공례(公禮)며, 손하(孫河)의 조카다.

## 행적
17살에 손하의 남은 무리를 거느리고, 경성을 손질하고 누각과 노를 세우고, 기계를 수선하여 적을 막을 방비를 했다. 손권(孫權)은 초구에 있다가 단양에서 변란이 발생했다는 말을 듣고 돌아오면서 난을 수습했다. 오군으로 돌아오면서 밤중에 경성에 이르자, 시험삼아 성을 공격했다. 성의 병사들이 모두 성에 올라 방비 준비를 마치자, 손권은 손소에게 사람을 보내 싸움 준비를 그치게 했다. 날이 밝자, 손권은 손소를 그릇감으로 여기고 즉시 승렬도위를 배령케 하고, 손하의 부곡을 거느리게 하고, 곡아와 단도 2현을 식읍으로 주고, 손소가 스스로 관리를 두게 하여 옛 손하와 같이 대우했다.
후에 광릉태수가 되고, 편장군이 되었다. 손권이 오왕이 되자 양위장군으로 승진하고 건덕후에 봉해졌다. 손권이 황제가 되자 진북장군이 되었다. 변경에서 십수년 간 재직하면서 병사들을 잘 길렀고, 항상 경계를 지키며 멀리까지 정찰하여 적의 동정을 먼저 알고 대처했기 때문에 지는 일이 드물었다. 또 청·서·여·패의 사람들이 자못 귀부하여, 서·사·강·회 지역 수백 리에 사람이 살지 않았다.
손권이 무창으로 천도하자 십수년 간 조회하지 않다가, 건업(建業)돌아오자 조근하였다. 손권이 청주와 서주의 사정을 묻자 막힘없이 대답하여, 손권이 기뻐하고 유주목을 겸임하게 하고 가절을 주었다.
적오 4년(241년)에 죽었으며, 아들 손월이 뒤를 이었다.

## 친척 관계
- 손소
  - 손해 (아들)
  - 손월 (아들)
  - 손이 (아들)

## 같이 보기
- 삼국지 인물 목록